# الشر المقيم: الانتقام
ريزدنت إيفل: الثأرهو فيلم رعب ثلاثي الأبعاد من إنتاج شركة كابكوم وتوزيع شركة سوني بيكتشرز إنترتينمنت اليابانية ومن إخراج تاكانوري تسوجيموتو وإنتاج هيرويوكي كوباياشيز وهو الجزء الثالث صدر في 27 مايو 2017.

## القصة
يقوم غلين ارياس تاجر أسلحة بمهمة انتقامية من البشرية بسبب ما حدث لعائلته ويصبح علي ليو وكريس ودكتورة تشامبرز إيقافه من تحقيق انتقامة وهو القضاء على جميع البشرية

## وصلات خارجية
- الموقع الرسمي
 English
- Official website Japanese
- الشر المقيم: الانتقام (أنمي) في شبكة أخبار الأنمي
- مقالات تستعمل روابط فنية بلا صلة مع ويكي بيانات